# Кошмар Эдема
Кошмар Эдема (англ. Nightmare of Eden) — четвертая серия семнадцатого сезона британского научно-фантастического телесериала «Доктор Кто», состоящая из четырёх эпизодов, которые были показаны в период с 24 ноября по 15 декабря 1979 года.

## Сюжет
ТАРДИС прибывает на нестабильную зону в столкновении межзвёздного крейсера Эмпресс, столкнувшегося при выходе из гиперпространства с торговым судном Геката. Ригг, капитан Эмпресса, дает Доктору разрешение на разделение кораблей. Но второй пилот, Секер, оказывается наркоманом, подсевшим на враксоин, наркотик неизвестного происхождения, но со опасным и возможно смертельным исходом. Он идет в нестабильную зону и погибает от рук монстра.
На борту Эмпресса также находятся зоолог Трист и его помощница Делла с их ПСТ-машиной, хранящей в себе куски планет в электромагнитных кристаллах. Недавно они остановились на планете Эдем, где погиб один из их членов экипажа.
Доктор находит наркотики, но кто-то оглушает его и похищает их. Тем временем K-9 прорезается через обшивку, но за стеной обнаруживается монстр, которого тот успокаивает выстрелом из бластера. Тем временем, кто-то пытается подсыпать Романе враксоин, но стакан с напитком выпивает Ригг.
Доктор замечает человека в серебряном костюме, и им оказывается Стотт, погибший на Эдеме. На борт прибывают сотрудники таможни, Фиск и Коста, которые из-за следов враксоина подозревают Доктора в контрабанде. Тот вместе с Романой прячутся в проекции Эдема.
В проекции Доктор и Романа встречают Стотта, майора разведки космического корпуса, который прячется там уже 183 дня в поисках источника враксоина. Местных существ он называет мандрелами. Все трое выбираются обратно на Эмпресс, где мандрелы уже начинают убивать пассажиров. Ригга, сошедшего с ума из-за враксоина, убивает Фиск.
Доктор, Романа и K-9 пытаются вновь разделить корабли, и, дезинтегрировав одного из мандрелов, видят, что он превращается во враксоин. Разделив корабли, Доктор исчезает с Эмпресса.
Доктор прячется на Гекате, на которую уже вернулся её хозяин Даймонд, замешанный в контрабанде. Вскоре тот возвращается на Эмпресс на шаттле. Доктор рассказывает Романе, что злоумышленники хотят передать кристалл с проекцией между двумя кораблями, и вскоре оказывается, что Трист и есть сообщник Даймонда. Стотт, будучи выше по рангу, отдает приказ Фиску и Косте содействовать Доктору. Трист тем временем сбегает на Гекату, но Доктор притягивает корабль обратно, и злоумышленников затягивает в проекцию, в которую Доктор заманивает всех мандрелов и закрывает её. Наркоторговля прекращена, все кристаллы Доктор и друзья возвращают на родные планеты, и никто больше не узнает секрет мандрелов.

## Трансляции и отзывы
| Эпизод            | Дата показа     | Продолжительность | Телезрители (в миллионах) |
| ----------------- | --------------- | ----------------- | ------------------------- |
| «Часть 1»         | 24 ноября 1979  | 24:17             | 8,7                       |
| «Часть 2»         | 1 декабря 1979  | 22:44             | 9,6                       |
| «Часть 3»         | 8 декабря 1979  | 24:06             | 9,6                       |
| «Часть 4»         | 15 декабря 1979 | 24:31             | 9,4                       |
| [ 1 ] [ 2 ] [ 3 ] |                 |                   |                           |

## Интересные факты
- Изначально наркотик должен был называться "ксилофилин" или "зип", но это название Лалла Уорд посчитала привлекательным для детей и попросила изменить на "враксоин". Тем не менее, K-9 называет научный код этого вещества, "XYP".